# Нојак (Њујорк)
Нојак (енгл. Noyack) насељено је место без административног статуса у америчкој савезној држави Њујорк.

## Демографија
По попису из 2010. године број становника је 3.568, што је 872 (32,3%) становника више него 2000. године.
| Група             | 2000.         | 2010.         |
| Белци             | 2.500 (92,7%) | 3.099 (86,9%) |
| Афроамериканци    | 26 (1,0%)     | 43 (1,2%)     |
| Азијати           | 23 (0,9%)     | 52 (1,5%)     |
| Хиспаноамериканци | 124 (4,6%)    | 334 (9,4%)    |
| Укупно            | 2.696         | 3.568         |